# Vodní kámen

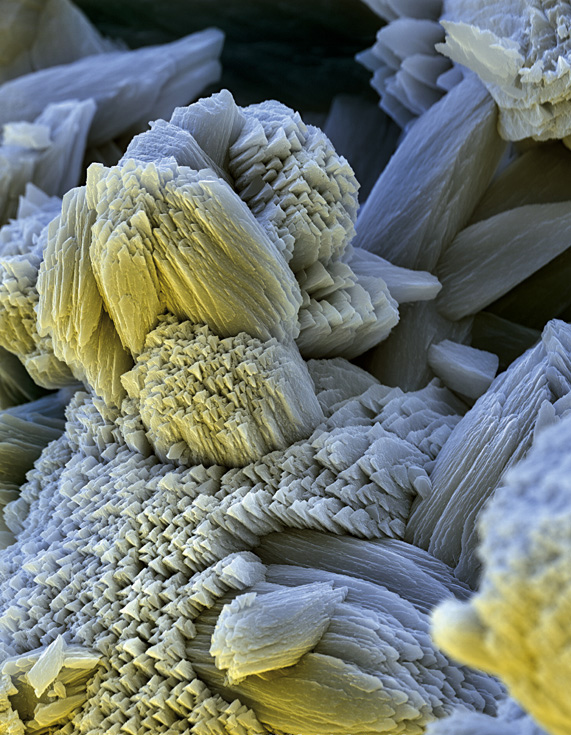
Vodní kámen - krystal uhličitanu vápenatého v elektronovém mikroskopu.

Vodní kámen je pevný povlak, který se usazuje na stěnách nádob, v nichž je přechovávána, vedena nebo především zahřívána a poté ochlazována tvrdá voda, jejíž teplota nedosahuje 100 °C.[zdroj?] Základní složkou vodního kamene je obvykle uhličitan vápenatý.
Tvorba vodního kamene je způsobena změnou rovnováhy mezi ionty kyseliny uhličité a hydroxidu vápenatého při změně teploty a jejich vyloučením z vody. Vodní kámen má obvykle bílou barvu, ale někdy je nahnědlý až nažloutlý. 
Zamezování tvorby vodního kamene a jeho odstraňování lze řešit různými způsoby:
- mechanické metody: odírání vzniklého kamene
- chemické metody (rozpouštění pomocí kyselin, např. kyseliny citrónové, kyseliny chlorovodíkové)
- fyzikální metody: magnetická úpravna, galvanická úprava pomocí zinkové anody
- v kotlích snížením teploty ohřevu vody pod cca 55 °C (Periodicky je však nutné jednorázově ohřát vodu v bojleru nad 65 °C, aby se zabránilo možnému množení nebezpečných bakterií Legionella.).

## Využití
Ve středověku se používal i jako stavební materiál, zejména na významné církevní stavby.